# Caso superdirectivo
El caso superdirectivo Es un Caso gramátical presente en el idioma lezgiano. Actualmente este caso rara vez se usa con el significado original, el cual es "sobre". Su sufijo es -лди (-ldi)
Este caso puede representar los siguientes papeles:
Su significado original "sobre"
- Гъалиди рушан дикъет вичелди чIугваз алахъзавай ** G'alidi rushan diqet vicheldi ch'ugwaz alaqhzavaj
  - Ali estaba tratando de atraer la atención de la niña hacia sí mismo.[1]

Expresa la manera o método con lo que se llevó acabó la acción.
- Ада киеви ванцелди жаваб гана.
  - ada k'evi vanceldi zhavab gana.
  - Respondió con voz firme.[1]

Expresa el idioma que se utiliza al hablar.
- Вун Лезгидалди рахазвани?. 
  - vun Lezgidaldi raxazani.
  - ¿Hablas en lezgi?.[1]

Marca el final de un período de tiempo (significa "hasta" o "por").
- Вун и чIавалди гьина авай?.
  - vun i ch'avaldi hina avaj.
  - ¿Dónde has estado hasta ahora?[1]